# قيصر أباكزي

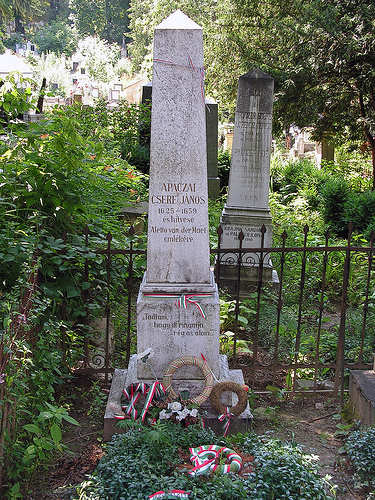
ضريح اباكزي في مدينة كلوج نابوكا.

قيصر أباكزي (بالمجرية: Apáczai Csere János) ولد في 10 يونيو 1625وتوفي في (31 يناير 1659) هو فيسلوف مجري يعتبر الرائد الأول في كتابة الفلسفة باللغة المجرية.

## مؤلفاته
- الموسوعة المجرية (1653).
- المنطق المجري (1654).